# Lori Fungová
Lori Fungová, provdaná Methorstová (* 21. února 1963 Vancouver), je bývalá kanadská reprezentantka v moderní gymnastice, historicky první olympijská vítězka v tomto sportu.
Po otci je čínského původu. Moderní gymnastice se začala věnovat jako třináctiletá pod vedením trenérky Liliany Dimitrovové, v roce 1977 poprvé vyhrála mistrovství Britské Kolumbie a v letech 1982, 1983, 1984 a 1986 se stala mistryní Kanady. Na mistrovství světa v moderní gymnastice obsadila ve víceboji 30. místo v roce 1981 a 23. místo v roce 1983.
Na Letních olympijských hrách 1984 v Los Angeles byla moderní gymnastika zařazena poprvé, ale premiéra byla poznamenána neúčastí většiny světové špičky kvůli bojkotu zemí sovětského bloku. Papírově nejlepší závodnicí byla Rumunka Doina Stăiculescuová (šestá z MS 1983), která také vyhrála kvalifikaci, Fungová ji však ve finále porazila o pět setin bodu především díky lepšímu cvičení se stuhou.
V letech 1984 a 1986 vyhrála Lori Fungová mistrovství čtyř kontinentů v moderní gymnastice a na mistrovství světa obsadila celkové deváté místo v roce 1985. Předváděla své sestavy před papežem Janem Pavlem II. a britskou královskou rodinou, v roce 1985 obdržela Řád Kanady. Kvůli vleklým zdravotním problémům ukončila kariéru v roce 1988, ještě než se mohla pokusit o obhajobu titulu na olympiádě v Soulu. Působí jako gymnastická trenérka, hrála také menší roli ve filmu Catwoman. V roce 2004 byla uvedena do Síně slávy kanadského sportu.